# Marcel Cominotto
Marcel Cominotto, né en 1956, est un pianiste et compositeur belge.

## Biographie
Doué de l'oreille absolue, Marcel Cominotto (né en 1956) lit la musique dans cinq clés dès l'âge de cinq ans. Très rapidement, il obtient les prix de solfège, de piano, de musique de chambre, le diplôme supérieur pour le piano, les prix de contrepoint et fugue au Conservatoire royal de Liège. 
Il donne déjà à cette époque de nombreux concerts, tant en Belgique qu'à l'étranger. Il se perfectionne alors auprès de Nikita Magaloff et Aloys Kontarsky, . Professeur dès 1978 pour les écritures musicales (ancien cours d'harmonie) au Conservatoire de Liège, il souscrit à l'idée de refonte de ce cours entamée par Henri Pousseur, alors Directeur de ce Conservatoire. Il a réformé ce cours pour y dévoiler l'Art de composer des grands compositeurs, de Bach à Bartók. Il enseigne parallèlement le piano à l'académie de Chênée, sa commune natale. 
Sa carrière va le mener à réaliser de nombreuses créations mondiales d'œuvres de compositeurs contemporains, et ce, dans des festivals renommés tels Ars Musica, l'International Contemporary Music Festival de Moscou, à Saint Pétersbourg, au festival de Stavelot, Musica Viva à Lisbonne, Musica Intima à Liège... Pianiste de L’Autre Trio (Izumi Okubo, violon et Alain Pire, trombone), Il est également connu comme compositeur. Ses compositions ont été jouées dans de nombreux festivals et font l'objet de publications sur CD. Il existe pas moins de 14 CDs à son actif, soit en tant qu'interprète (Brahms, Schumann, Liszt, Chopin, Fourgon, Ledoux, Bosse, Pousseur, Cominotto), soit en tant que compositeur.

## Extraits audios
| Fichier audio |
| modifier      |

| Fichier audio |
| modifier      |

| Fichier audio |
| modifier      |